# Glanmire
Glanmire (irisch Gleann Maghair) ist eine Pendlerstadt im Südwesten Irlands im County Cork. Sie hat ca. 9900 Einwohner (Stand 2020). Zu Glanmire gehören im Weiteren die Siedlungen Riverstown (Baile Roisín), Brooklodge (Cill Ruadháin) und Sallybrook (Sruthán na Saileach).

## Lage
Glanmire ist ein Vorort und liegt etwa neun Kilometer östlich vom Stadtzentrum Corks an den Flüssen Glashaboy River und Butlerstown River. Östlich der Siedlung führt die Autobahn M8. Im Ort kreuzen die R615 und R639. 

## Geschichte
Die Gegend ist seit der frühchristlichen Epoche Irlands besiedelt. Im 19. Jahrhundert befanden sich mehrere Wollfabriken (Spinnereien) und Mühlen entlang des Flussufers.
Im 20. Jahrhundert expandierte die Ortschaft erheblich, als diverse Baugebiete für Pendler ausgewiesen wurden.

## Persönlichkeiten
- Martha Wilmot (1775–1873), irische Reisende
- Billy Kelleher (* 1968), Politiker, Mitglied des Europaparlaments, früherer Staatsminister für Unternehmen, Handel und Arbeit (2007–2011)
- Dara Murphy (* 1969), Politiker der Fine Gael
- David G. O’Connell (1953–2023), Weihbischof von Los Angeles
- Éanna Hardwicke (* 1997), Schauspieler